# Citroën-Kégresse P17

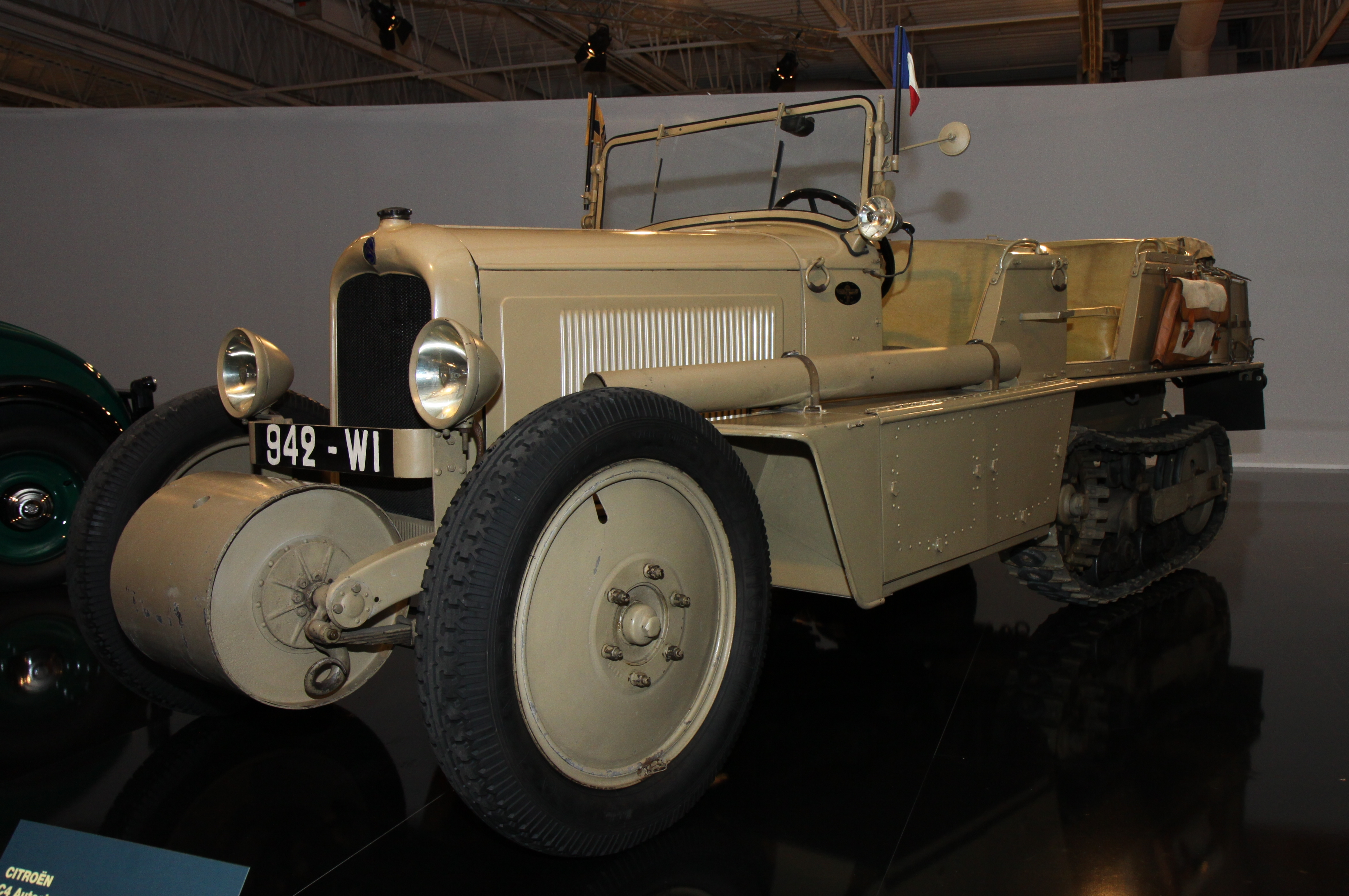
Citroen C4 Type P17

Citroën-Kégresse P17 — внедорожная версия модели Citroën C4 (1928 модельного года). Участник Жёлтого рейда, который вошёл в историю как первая масштабная демонстрация внедорожных возможностей автомобиля.

## История

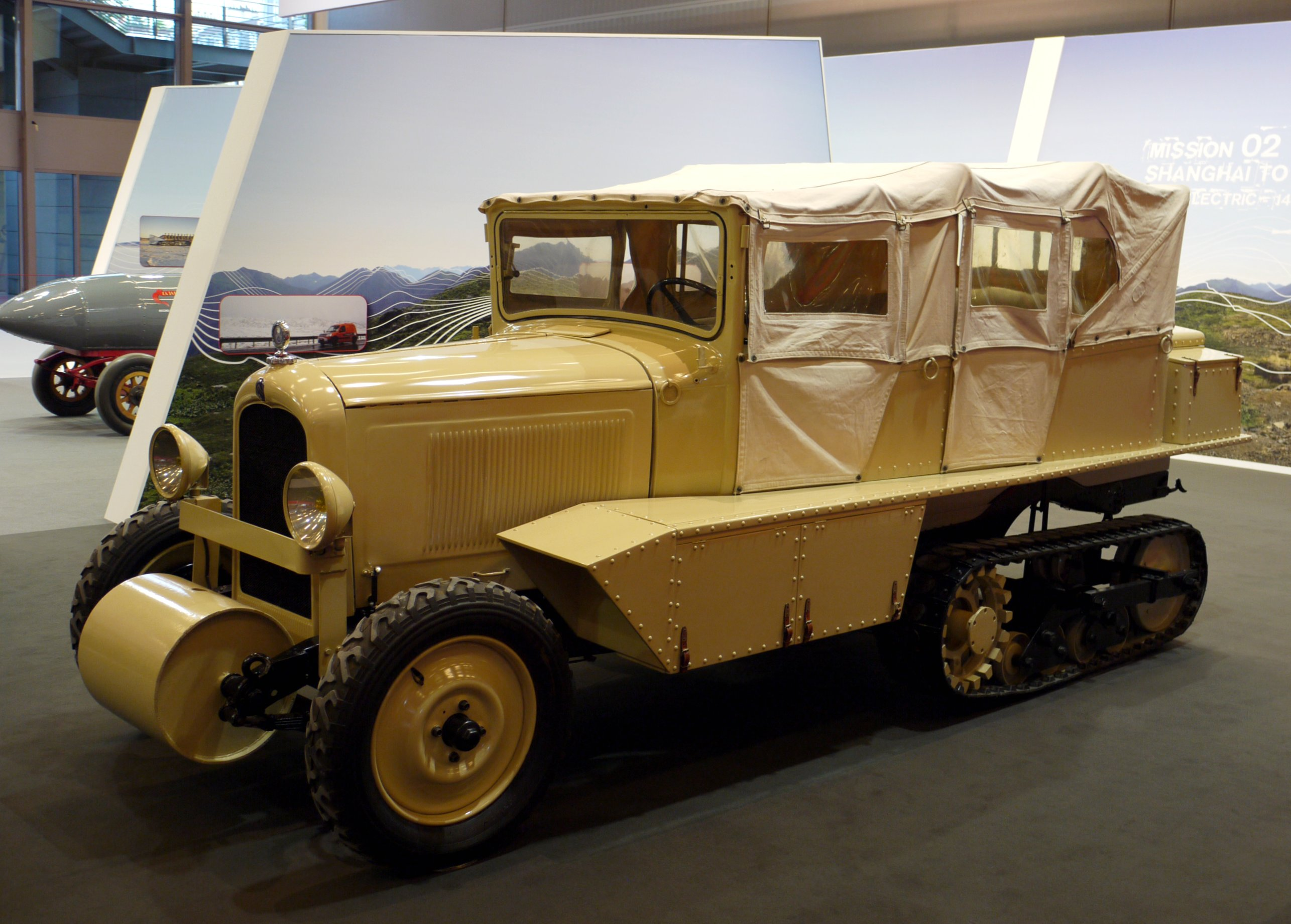
Одна из машин, участвовавших в «Жёлтом рейде».

После успеха экспериментов, проведенных в 1928 году с Citroën-Kégresse P7bis, французская армия решила использовать полугусеничный трактор для буксировки 75-мм артиллерийских орудий. тот тягач представлял собой шасси Citroën C4 с гусеницами.
Машины выпускались несколькими партиями с 1929 года, начиная с первой модели P10, переименованной с P17 A в P17 E. Существовало 5 модификаций; на поздних устанавливались более мощные двигатели. Ими были оснащены полки полевой артиллерии до появления Citroën/Unic P107. Всего на сентябрь 1939 года имелось 1442 машины.
Часть из них была произведена на немецком заводе Citroën в Кёльн-Полле, открытом в 1927 году, где было построено всего 1541 коммерческий автомобилей, (омнибусы, грузовики различных типов и полугусеничных машин Kégresse), в то время как выпуск там же легковых автомобилей типов B14, C4, C6, Rosalie и Traction Avant до 1935 года составил 18710 штук.
Затем P17 были переданы в моторизованные части для буксировки 47-мм противотанковых и 25-мм зенитных пушек, и применялись до июня 1940 года. Во время битвы за Францию тягач показал себя слишком медленным для маневренных боевых действий.
В довоенные годы несколько P17 успели поучаствовать в дальних пробегах: «Жёлтый рейд» (4.04.1931 — 12.02.1932) и «Белый рейд» (4.07.1934 — 24.10.1934).

## Технические характеристики
- Двигатель: количество цилиндров — 4
- рабочий объём — 1628 см³
- мощность — 30 при 3000 об/мин.
- коробка передач — трёхступенчатая
- демультипликатор — двухступенчатый.
- Гусеницы:
  - диаметр переднего и заднего барабанов — 450 и 450 мм
  - ширина гусеницы С- 210 мм
  - длина гусеницы — 4055 мм
  - удельное давление на грунт — 0,25С 0,3 кг/см³.
  - рама — лонжеронная со стенками толщиной 3,5 мм
  - подвеска колёс и гусеничной тележки — зависимая рессорная.
- Размеры:
  - колёсная база — 2500 мм
  - дорожный просвет — 260 мм
- собственная масса — 1630 кг
- грузоподъёмность — 1000 кг
- скорость — до 28 км/ч
- расход топлива — 20 л/100 км.

## Операторы[3]
- США

Технические службы армии США испытывали P17. По их результатам компания James Cunningham, Son & Co приобрела лицензию и на её основе впоследствии разработала полугусеничную машину Half Track Car T1 (1932). Дальнейшие работы по теме приводят к появлению транспортёров M2 и M3.
- Польша

В период между 1931 и 1933 годами Вооружённые силы Польши закупили около сотни полугусеничных автомобилей Citroën Kégresse, включая P17. Впоследствии они были заменены на PZinz/Fiat-Polski C4P.
- Нацистская Германия

P17, доставшиеся Вермахту в качестве трофеев успешной французской кампании, использовались под наименованием Zugkraftwagen Ci 301 (f).

## Галерея

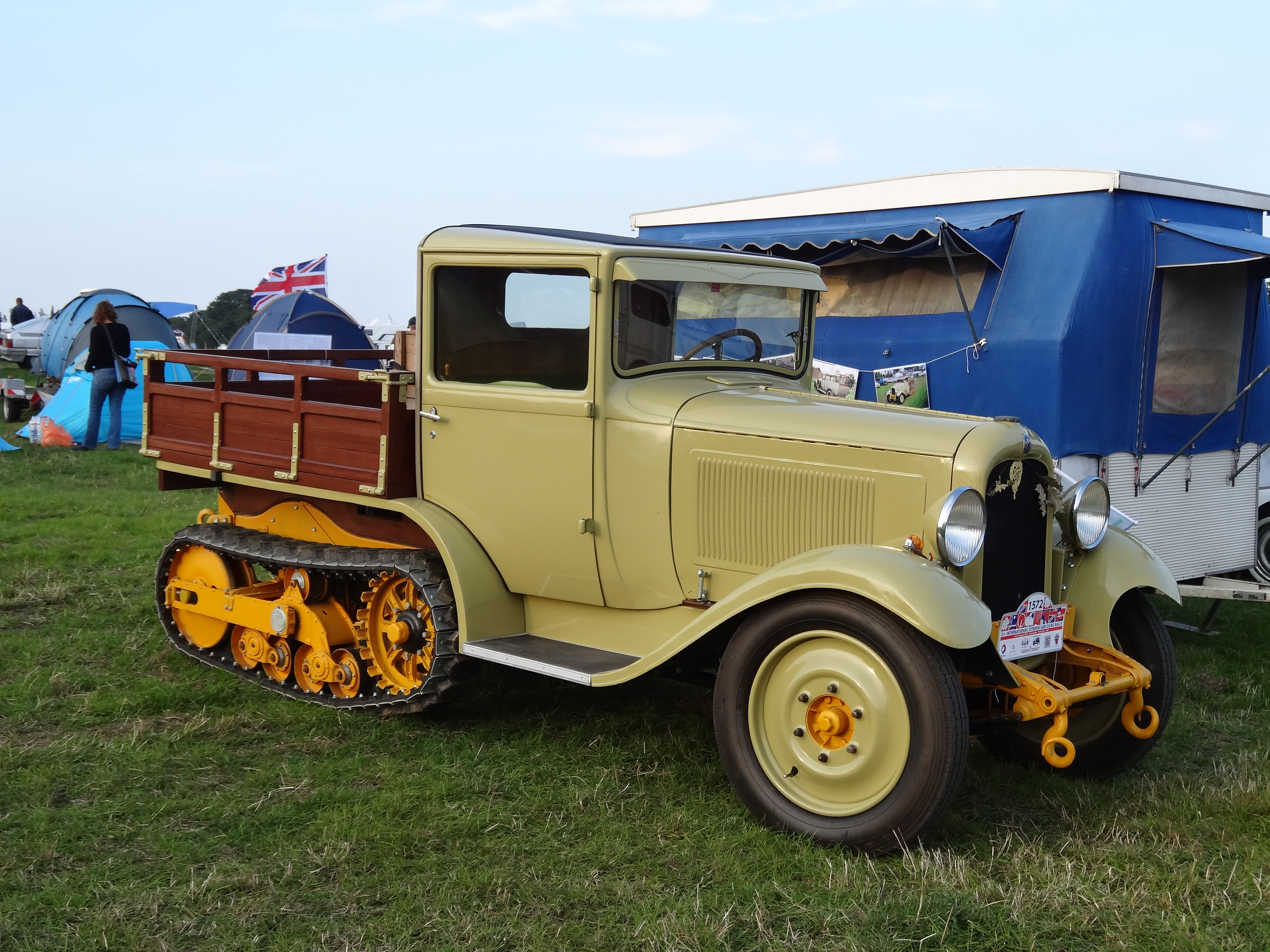
Citroën P17
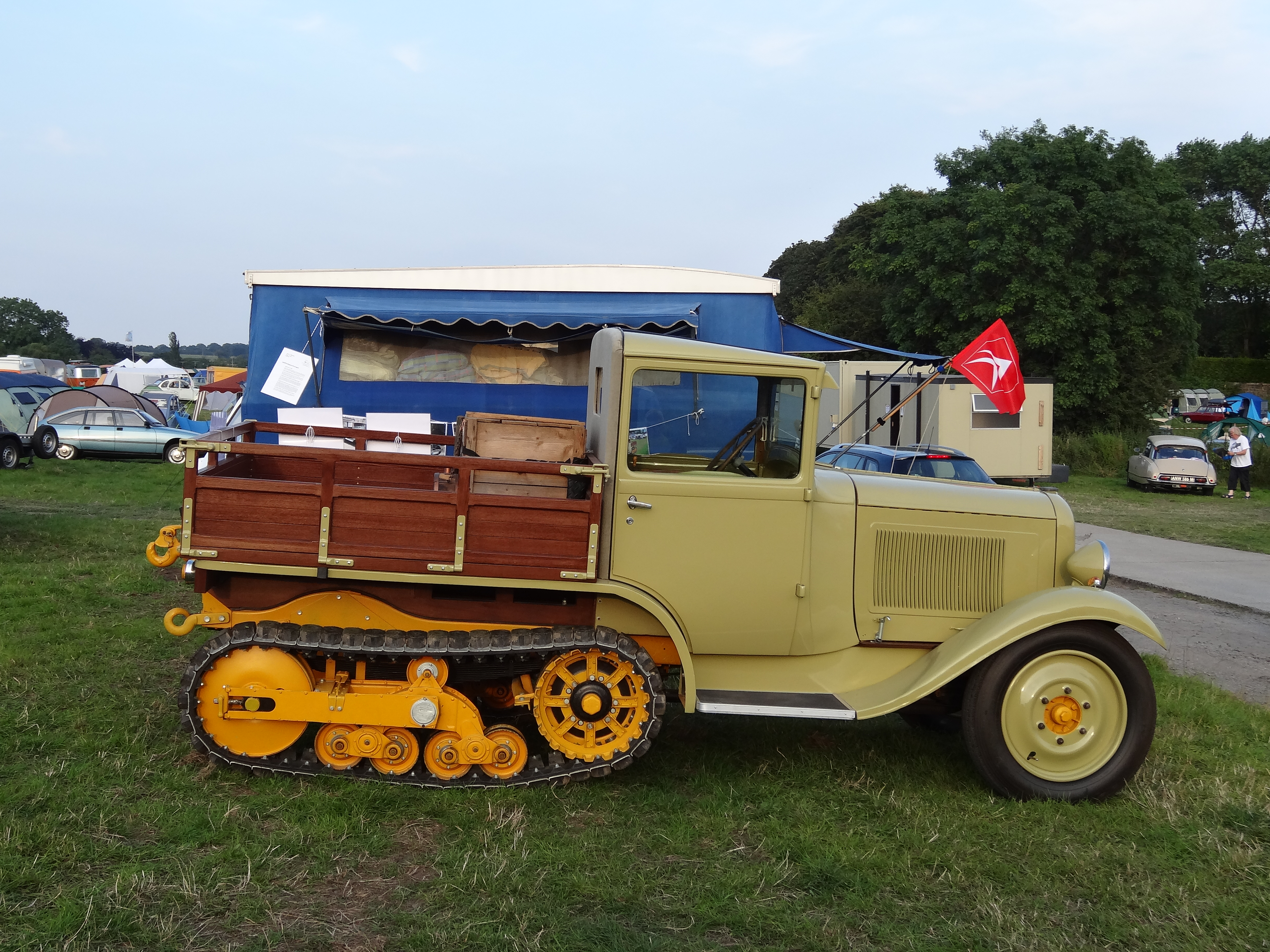
Citroën P17
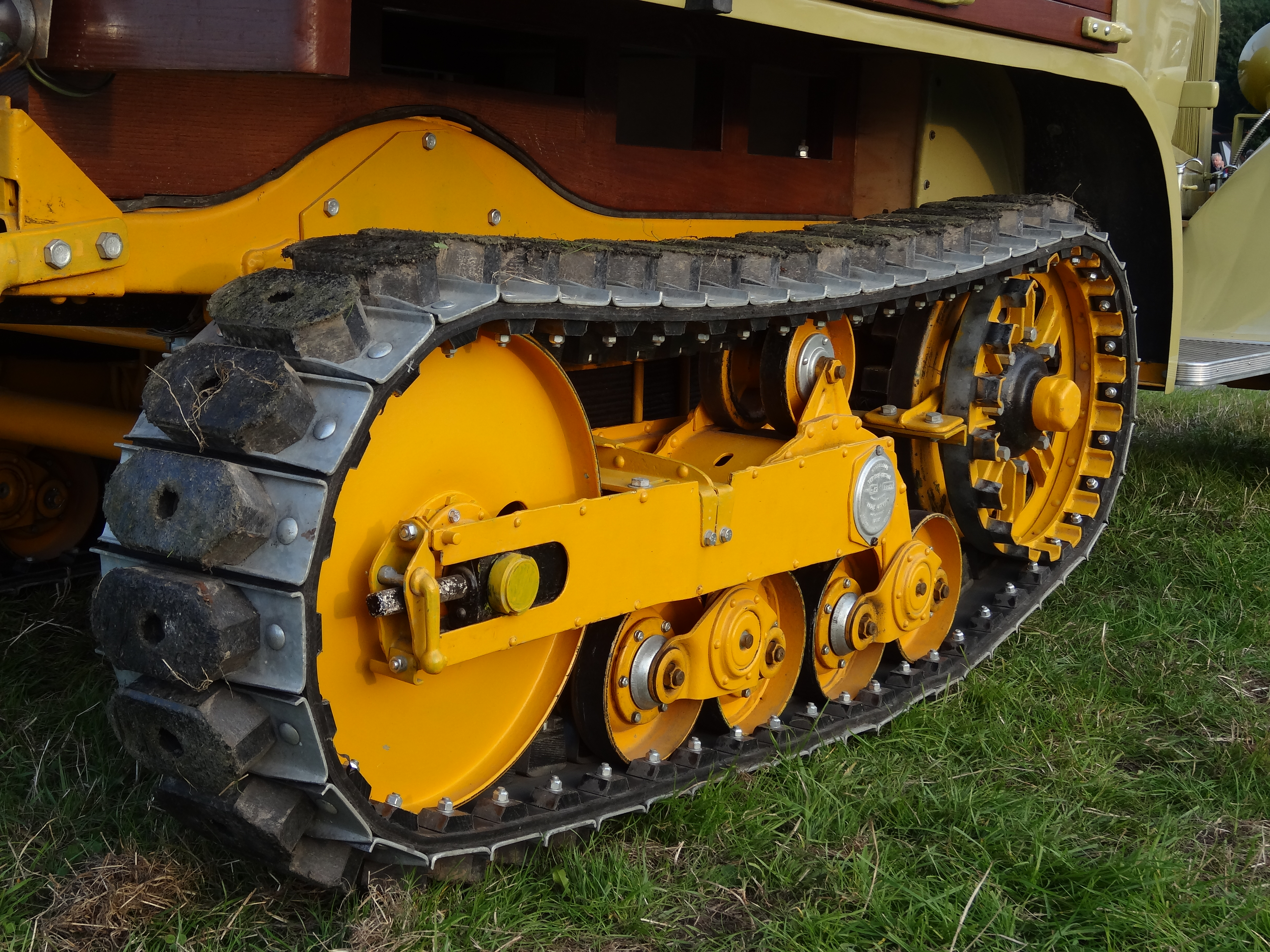
Ходовая часть типа Кегресс
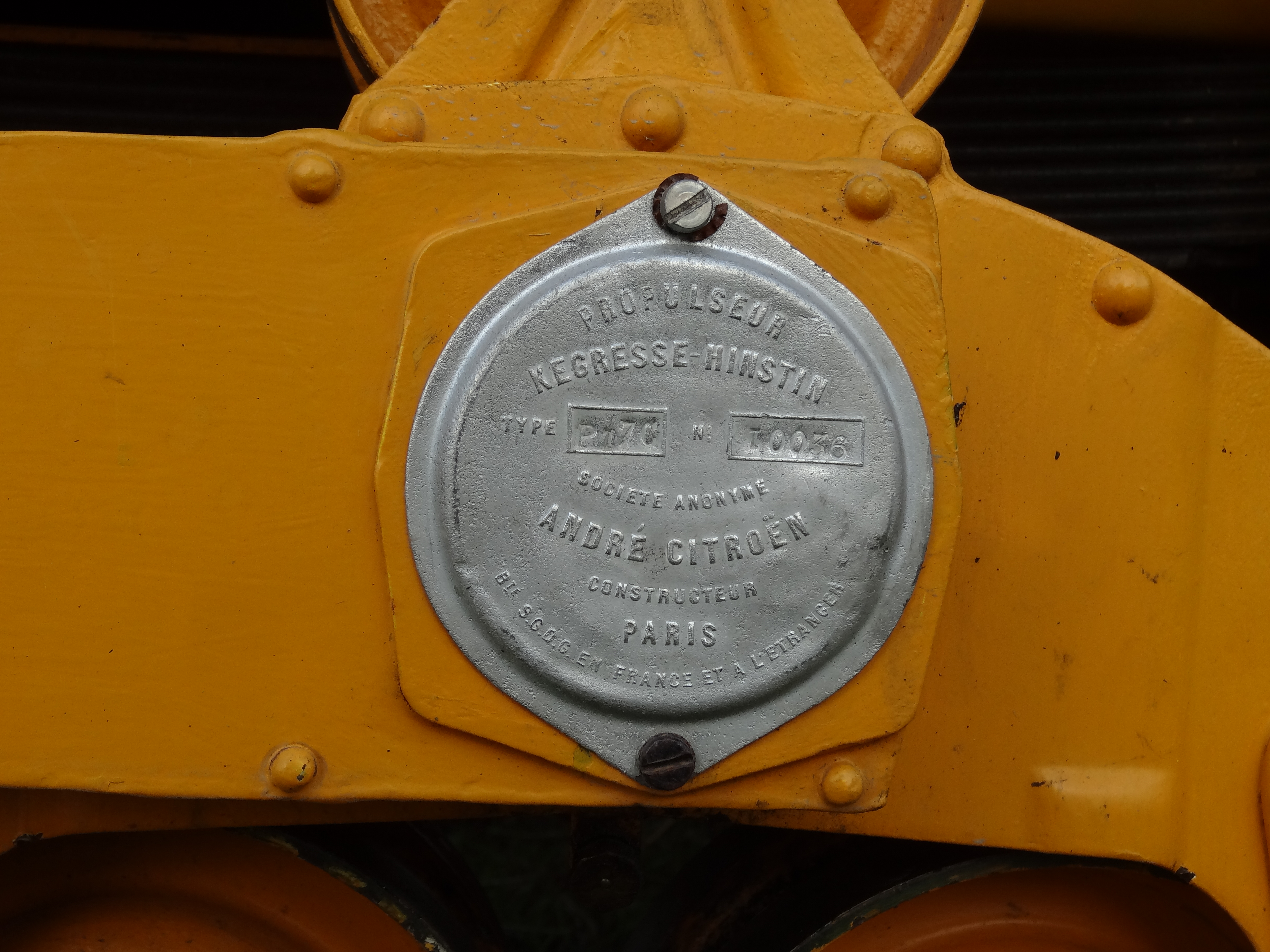